# Губанов, Сергей Александрович
Сергей Александрович Губанов (Пустой шаблон {{ВД-Преамбула}} ) — советский и российский хоккеист, нападающий.

## Биография
Воспитанник пермского «Молота», в команде провёл 14 сезонов (1990/91 — 2000/01, 2001/02, 2002/03, 2004/05). Также выступал за команды «Россия» Краснокамск (1991/92 — 1993/94), «Прогресс» Соликамск (1994/95), «Молот» / «Молот-Прикамье-2» (1995/96 — 1996/97, 1999/2000 — 2000/01, 2001/02, 2002/03 — 2004/05), «Торпедо» и «Торпедо-2» (Нижний Новгород, 2001/02), «Спутник» Нижний Тагил, 2002/03, «Викинг» Пермь (2007/08).
Летом 2002 года сообщалось о возвращении Губанова в «Торпедо», где в прошлом году он не заиграл из-за тяжелой травмы, но сезон Губанов 2002/03 начал в «Спутнике».
В МХЛ и РХЛ провёл 12 сезонов.